# William Bridge
William Bridge (nascido em 1600, local não sabido – falecido em 1670, local não sabido) foi um importante puritano, ministro independente inglês, pregador, teólogo e escritor religioso e político.

## Vida
Nascido no condado de Cambridgeshire, o Rev. William Bridge provavelmente teria nascido por volta do ano 1600. Estudou no Emmanuel College, da Universidade de Cambridge, concluindo seu mestrado em 1626.
Num breve período de 1631, Bridge foi conferencista em Colchester, tendo sido nomeado por Harbottle Grimstone e por Robert Rich, 2º Conde de Warwick, a contragosto do então bispo de Londres, William Laud, que se queixara da influência de Richard Sibbes e de William Gouge (pai de Thomas Gouge), líderes clericais dos "Feoffees for Impropriations", grupo responsável pelo puritanismo na Inglaterra.
A partir de 1637, ele viveu em Norwich e tornou-se Reitor da Igreja de São Pedro da Hungria, Norwich, e da Igreja de São Jorge, Tombland, Norwich. Ele entrou em conflito com Matthew Wren, bispo de Norwich,  por não-conformidade. Exilou-se  em Roterdão, assumindo o cargo deixado vago por Hugh Peters.  Carlos I da Inglaterra ao ouvir do Arcebispo Laud que o Rev. Bridge tinha "ido para os Países Baixos", "... em vez dele se conformar", respondeu: "Deixe-o ir: Estamos bem livres dele".
Ele retornou para Great Yarmouth e tornou-se membro da Assembleia de Westminster, responsável pela edição da Confissão de Fé de Westminster, do Catecismo Maior de Westminster e do Breve Catecismo de Westminster. Lá ele foi um dos Cinco Irmãos Dissidentes, o pequeno grupo de líderes religiosos que emergiu à frente da facção Independente, opondo-se à maioria presbiteriana, e que compôs Uma Narração Apologética, em 1643.
Em 1643, ele pregou diante de Carlos I da Inglaterra, fazendo um ataque direto à Rainha.
Foi ministro da "The Old Meeting House" da fundação até sua morte.

## Obras
- A Lifting Up for the Downcast, reimpresso pela Banner of Truth Trust

- A consciência ferida curada, o fraco fortalecido e os duvidosos satisfeitos pela resposta ao doutor Ferne (1642) [12]
- Covnsell de Ioab e audiência oportuna do Rei David (1643), [13] Sermão Rápido para 22 de fevereiro
- A verdade dos tempos vindicada (1643) [14]
- A habitação do homem justo em tempos de praga e pestilência : sendo uma breve exposição do XCI. Salmo (1835)
  - https://archive.org/details/righteousmanshab00brid OL 19369755M</link>
- O refúgio : contendo a habitação do homem justo em tempos de praga e pestilência : sendo uma breve exposição do Salmo 91 (1832)
  - https://archive.org/details/refugecontaining00brid OL 19369761M</link>
- As obras do Rev. Ponte William (Volume 1)
  - https://archive.org/details/worksofrevwillia01bridiala OL 7027234M</link>
  - https://archive.org/details/theworksofrevbri00briduoft
- As obras do Rev. Ponte William (Volume 2)
  - https://archive.org/details/worksofrevwillia02bridiala OL 7027234M</link>
  - https://archive.org/details/theworksoftherev02briduoft
- As obras do Rev. Ponte William (Volume 3)
  - https://archive.org/details/worksofrevwillia03bridiala OL 7027234M</link>
  - https://archive.org/details/theworkstherev03briduoft
- As obras do Rev. Ponte William (Volume 4)
  - https://archive.org/details/worksofrevwillia04bridiala OL 7027234M</link>
  - https://archive.org/details/bridgesworks04briduoft
- As obras do Rev. Ponte William (Volume 5)
  - https://archive.org/details/worksofrevwillia05bridiala OL 7027234M</link>
  - https://archive.org/details/bridgesworks05briduoft